# اشرف یوسف
اشرف یوسف (عربی: أشرف يوسف؛ زادهٔ ۵ اکتبر ۱۹۶۵) بازیکن فوتبال اهل مصر است.
از باشگاه‌هایی که در آن بازی کرده‌است می‌توان به باشگاه ورزشی زمالک اشاره کرد.
وی همچنین در تیم ملی فوتبال مصر بازی کرده‌است.